# Purple Rain (album)
Purple Rain è il secondo album da studio del gruppo statunitense Prince and The Revolution, pubblicato nel 1984 dalla Warner Bros. Records. È il sesto album della carriera di Prince. È la colonna sonora dell'omonimo film.
Il 23 giugno del 2017 viene pubblicata l'edizione Super Deluxe dell'album (composta da 3 CD e un DVD).

## Descrizione
Purple Rain venne pubblicato dalla Warner Bros. Records il 25 giugno 1984, sesto album nella discografia di Prince. Egli scrisse tutte le canzoni sull'album, alcune delle quali con qualche spunto da parte dei membri della band. Let's Go Crazy, Computer Blue, I Would Die 4 U, Baby I'm a Star e Purple Rain furono tutte registrate dal vivo durante lo show del 3 agosto 1983, al "First Avenue" Club di Minneapolis, con successive sovraincisioni in studio. Questa fu la prima volta nella quale Prince incluse registrazioni dal vivo in un suo album. Il concerto era uno show di beneficenza in favore del Minnesota Dance Theater e vide la partecipazione della chitarrista Wendy Melvoin dei The Revolution.
Take Me with U era stata scritta in origine per essere inclusa in un album delle Apollonia 6, ma Prince decise all'ultimo momento di riprendersi la canzone per il proprio disco.
Lo scandaloso testo della canzone Darling Nikki contribuì all'istituzione dell'obbligatorietà dell'adesivo Parental Advisory sulle copertine dei dischi che contenevano brani dai contenuti espliciti, dietro richiesta di Tipper Gore e del Parents Music Resource Center.

## Accoglienza
| Recensione           | Giudizio |
| -------------------- | -------- |
| AllMusic             |          |
| Ondarock             | [ 17 ]   |
| Rolling Stone        |          |
| Robert Christgau     | A-       |
| Entertainment Weekly | B        |
| Piero Scaruffi       | [ 19 ]   |
| Blender              | [ 20 ]   |
| The Guardian         |          |
| Pitchfork            | [ 21 ]   |

Purple Rain compare in diversi libri dedicati ai migliori album, ed è quasi sempre annoverato nelle classifiche di musica rock. Lo troviamo infatti al 15º posto nella classifica dei migliori dischi di tutti i tempi, redatta dal Time. Alla 18ª posizione secondo VH1 nella "classifica dei migliori album rock n roll di tutti i tempi". Rolling Stone lo indica come il 72° miglior album di tutti i tempi, mentre la rivista Zounds lo piazza al 18º posto nella classifica dei migliori album di tutti i tempi. Al 4º posto nella classifica dei migliori album di tutti i tempi secondo Plásticos y Decibelios e, secondo la rivista Vanity Fair è la miglior colonna sonora di tutti i tempi. Il magazine inglese Times lo dichiara miglior disco degli anni ottanta. Il magazine Entertainment Weekly, nel suo 1000º numero del 4 luglio 2008, lo classifica come il miglior album degli ultimi 25 anni. La RIAA gli ha conferito 13 dischi di platino. In tutto il mondo l'album ha totalizzato una vendita di oltre 20 milioni di copie. Nel 1985 è stato premiato con il Grammy Award alla miglior performance rock di un duo o un gruppo, mentre alla a 57ª edizione degli Oscar ha trionfato nella categoria migliore colonna sonora, per il film che vede lo stesso Prince protagonista.

## Tracce
Testi e musiche di Prince, eccetto dove indicato.
Lato A
1. Let's Go Crazy – 4:39
2. Take Me with U – 3:58
3. The Beautiful Ones – 5:17
4. Computer Blue – 3:56 (Prince, John L. Nelson, Wendy & Lisa, Dr. Fink)
5. Darling Nikki – 4:13

Lato B
1. When Doves Cry – 5:52
2. I Would Die 4 U – 2:49
3. Baby I'm a Star – 4:24
4. Purple Rain – 8:41

## Classifiche

### Classifiche settimanali
| Classifica (1984/85)     | Posizione massima |
| ------------------------ | ----------------- |
| Australia                | 1                 |
| Austria                  | 8                 |
| Canada                   | 1                 |
| Francia                  | 8                 |
| Germania                 | 5                 |
| Norvegia                 | 4                 |
| Nuova Zelanda            | 2                 |
| Paesi Bassi              | 1                 |
| Regno Unito              | 7                 |
| Stati Uniti              | 1                 |
| Stati Uniti (R&B)        | 1                 |
| Svezia                   | 3                 |
| Svizzera                 | 7                 |
| Classifica (2016)        | Posizione massima |
| Regno Unito              | 4                 |
| Stati Uniti              | 2                 |
| Stati Uniti (soundtrack) | 1                 |

### Classifiche di fine anno
| Classifica (1984)        | Posizione |
| ------------------------ | --------- |
| Australia                | 13        |
| Canada                   | 2         |
| Francia                  | 53        |
| Germania                 | 56        |
| Nuova Zelanda            | 20        |
| Paesi Bassi              | 5         |
| Regno Unito              | 43        |
| Stati Uniti              | 24        |
| Classifica (1985)        | Posizione |
| Canada                   | 41        |
| Germania                 | 38        |
| Paesi Bassi              | 48        |
| Regno Unito              | 60        |
| Stati Uniti              | 9         |
| Classifica (2016)        | Posizione |
| Stati Uniti              | 55        |
| Stati Uniti (soundtrack) | 1         |

### Super Deluxe Edition
| Classifica (2017) | Posizione massima |
| ----------------- | ----------------- |
| Australia         | 5                 |
| Austria           | 9                 |
| Belgio (Fiandre)  | 4                 |
| Belgio (Vallonia) | 13                |
| Danimarca         | 14                |
| Finlandia         | 36                |
| Germania          | 18                |
| Italia            | 13                |
| Paesi Bassi       | 3                 |
| Portogallo        | 22                |
| Regno Unito       | 7                 |
| Spagna            | 13                |
| Stati Uniti       | 4                 |
| Svizzera          | 12                |